# 滕六
滕六，為中國神話中的雪神，相傳為中國地區古代戰國的滕國滕文公死後所成因此滕姓，又因雪晶體一般有六角而得名六。有《幼學瓊林》之天文篇：“云师系是丰隆，雪神乃是滕六。”又有張岱 (明朝)《夜航船》之天文部：“若令滕六降雪，巽二起风，则使君不出。”。也有直接指雪晶體，如宋代徐照的《朱可肥陈西老徐灵渊携酒饯别饮罢以周兴嗣千》：“滕六花更无赖，冰花斗欲舞。”